# Joannes Grashuis
Joannes Grashuis (auch Jan Grashuis, Johann Grashuis; * 1699 in Groningen; † 1772) war ein niederländischer Mediziner und Arzt in Amsterdam.

## Leben
Joannes Grashuis studierte an der Universität Leiden Medizin und wurde am 25. Juni 1722 promoviert. Grashuis wirkte spätestens ab etwa 1735 als Arzt in Amsterdam.
Am 12. Dezember 1740 wurde Joannes Grashuis mit dem akademischen Beinamen Mantias II. unter der Matrikel-Nr. 508 als Mitglied in die Kaiserlich Leopoldinisch-Carolinische Akademie der Naturforscher aufgenommen. Im Jahr 1758 wurde er Mitglied der Hollandsche Maatschappij der Wetenschappen.

## Schriften
- De Phlebotome. Dissertatio medico-chirurgica inauguralis, Wishoff, Leyden 1722 (Digitalisat)
- De colica Pictonum tentamen. Accedit de natura, sede, et origine hydatidum disquisitio. Tirion, Amsterdam 1752 (Digitalisat)
- Tentaminis de colica pictonum. Appendix, decadem observationum sistens. Tirion, Amsterdam 1755 (Digitalisat)
- Dissertatio de generatione puris. Tjallingius, Amsterdam 1764 (Digitalisat)